# Міністерство цифрової трансформації України
Міністерство цифрової трансформації України (Мінцифри, також розм. Мінцифра) — центральний орган виконавчої влади, який відповідає за формування та реалізацію державної політики у сфері цифровізації, відкритих даних, національних електронних інформаційних ресурсів, інтероперабельності — взаємодії мережевих систем на базі уніфікованих інтерфейсів або протоколів, впровадження електронних послуг та розвиток цифрової грамотності громадян. Створене у вересні 2019 року.
Міністерство є центральним засвідчувальним органом у сфері електронних довірчих послуг. Також до компетенції Міністерства належить розвиток широкосмугового доступу до інтернету, телекомунікаційних мереж та ІТ-індустрії.
Очолює Міністерство Михайло Федоров — Віце-прем'єр-міністр — Міністр цифрової трансформації України.

## Утворення
Міністерство створене 2 вересня 2019 шляхом перетворення Державного агентства з питань електронного урядування України.
18 вересня 2019 р. Кабінет Міністрів України затвердив постанову щодо діяльності Міністерства цифрової трансформації, яка також регламентує його повноваження та сфери компетенції.

## Діяльність міністерства
Мінцифра працює над створенням «держави у смартфоні», що поєднує в собі мобільний застосунок та портал державних послуг. Одним з важливих завдань міністерства є розвиток цифрової грамотності громадян, саме тому 21 січня 2020 року в Мінцифрі запускають курси з цифрової освіти.
Цілі міністерства до 2024 року:
- перевести 100 % усіх публічних послуг для громадян та бізнесу онлайн;
- забезпечити 95 % транспортної інфраструктури, населених пунктів та їхні соціальні об'єкти доступом до високошвидкісного інтернету;
- навчити 6 млн українців цифрових навичок;
- підвищити частку ІТ у ВВП країни до 10 %.

### Електронні послуги
Міністерство цифрової трансформації України разом з іншими органами державної влади та міжнародними партнерами сприяють впровадженню електронних послуг у багатьох сферах економіки — будівництво, земельні послуги, екологія, реєстрація бізнесу, оформлення субсидій, державної допомоги тощо. Зараз на Урядовому порталі kmu.gov.ua [Архівовано 20 лютого 2019 у Wayback Machine.] в розділі «Послуги» [Архівовано 22 липня 2019 у Wayback Machine.] можна скористатися більш ніж 100 електронними послугами.
11 грудня 2019 запущений у бета-режимі мобільний додаток «Дія», що повинен стати універсальною точкою доступу громадян і бізнесу до всіх електронних державних послуг за єдиними стандартами.

### Відкриті дані
Міністерство цифрової трансформації України є державним органом, відповідальним за реалізацію цієї політики Уряду щодо відкриття найбільш важливих для суспільства даних. У жовтні 2016 року Україна офіційно приєдналася до Міжнародної хартії відкритих даних, взявши на себе зобов'язання перед міжнародною спільнотою впроваджувати національну політику відкритих даних відповідно до принципів хартії.
Відкриті дані мають потужний антикорупційний ефект, сприяють прозорості влади, позитивно впливають на розвиток економіки. 2017 року відкриті дані принесли в економіку України понад 700 млн доларів, або 0,67 % ВВП. І при збереженні нинішніх темпів, за прогнозами, до 2025 року ця цифра зросте вдвічі — до понад 1,4 млрд доларів, або 0,92 % ВВП. За підтримки міністерства було опубліковано звіт про вплив відкритих даних Державної архітектурно-будівельної інспекції України.

### Взаємодія реєстрів. Інтероперабельність
Об'єднання державних реєстрів у єдину систему взаємодії — ефективний спосіб оптимізації роботи державних органів, боротьби з бюрократією, забезпечення дистанційного та оперативного доступу громадян до якісних адміністративних послуг.
Міністерство цифрової трансформації України спільно з іншими органами державної влади, органами місцевого самоврядування та міжнародними партнерами проводить роботу по забезпеченню інтероперабельності — принципу, коли різні інформаційні ресурси можуть взаємодіяти між собою на базі уніфікованих інтерфейсів та протоколів. Зокрема, впроваджується «Трембіта» — система взаємодії державних електронних інформаційних ресурсів, а також формується Національний реєстр електронних інформаційних ресурсів. В цьому напряму Україна використовує досвід Естонії — країни, яка має найбільш досконалу в світі систему електронного урядування.

### Мінцифра— регулятор криптовалют
З грудня 2019 року в Україні офіційно існує поняття віртуальних активів. Віртуальний актив — цифрове вираження вартості, яким можна торгувати у цифровому форматі або переказувати, і яке може бути використане для платіжних або інвестиційних цілей.
Міністерство цифрової трансформації України є регулятором віртуальних активів, розробляє умови ліцензування для постачальників сервісів віртуальних активів та на основі законодавчих актів розробляє алгоритми роботи бізнесу в Україні.
В Україні про криптовалюту говорили із 2010 року, значного поширення вона набула у 2017—2018 роках, коли біткойн зріс до 10 тис. дол.
На пострадянському просторі криптовалюта дозволена лише в країнах Балтії, Україні та Білорусі. Одними з перших країн світу, які дозволили обіг віртуальних активів, стали Японія, США та Швейцарія.
У 2021 році українські чиновники задекларували криптовалюти на суму 75 млрд грн. Найбільше (18 тисяч біткойнів) задекларував депутат Дніпровської міської ради минулого скликання (партія Самопоміч) та місцевий бізнесмен В'ячеслав Мішалов. Станом на квітень 2021 це коштувало 1 млрд дол.

### Центральний засвідчувальний орган
Міністерство цифрової трансформації забезпечує формування та реалізує державну політику у сфері електронних довірчих послуг і виконує функції центрального засвідчувального органу.
Функції та повноваження центрального засвідчувального органу визначено у Статті 7 Закону України «Про електронні довірчі послуги», відповідно до якої Мінцифра:
- здійснює визначені законом повноваження у сферах електронних довірчих послуг та електронної ідентифікації;
- надає адміністративну послугу шляхом внесення юридичних осіб та фізичних осіб — підприємців, які мають намір надавати електронні довірчі послуги, до Довірчого списку;
- погоджує розроблені надавачами електронних довірчих послуг порядки синхронізації часу зі Всесвітнім координованим часом (UTC);
- погоджує плани припинення діяльності кваліфікованих надавачів електронних довірчих послуг;
- приймає та зберігає документовану інформацію, сформовані сертифікати (зокрема посилені, кваліфіковані) відкритих ключів, реєстри чинних, блокованих та скасованих сертифікатів відкритих ключів у разі припинення діяльності кваліфікованого надавача електронних довірчих послуг;
- розглядає пропозиції (зауваження) суб'єктів відносин у сфері електронних довірчих послуг щодо удосконалення державного регулювання сфери електронних довірчих послуг;
- надає суб'єктам відносин у сфері електронних довірчих послуг консультації з питань, пов'язаних з наданням електронних довірчих послуг;
- інформує відповідно до Закону України «Про електронні довірчі послуги» про обставини, які перешкоджають діяльності центрального засвідчувального органу;
- проводить оцінку стану розвитку сфери електронних довірчих послуг за результатами проведення аналізу інформації про діяльність постачальників електронних довірчих послуг та засвідчувального центру;
- забезпечує взаємне визнання українських та іноземних сертифікатів відкритих ключів та електронних підписів, що використовуються під час надання юридично значущих електронних послуг;
- здійснює інші повноваження у сферах електронних довірчих послуг та електронної ідентифікації, визначені законом.

Технічне та технологічне забезпечення виконання функцій центрального засвідчувального органу здійснюється адміністратором інформаційно-телекомунікаційної системи центрального засвідчувального органу — державним підприємством, яке належить до сфери управління Мінцифри (державним підприємством «ДІЯ»).
Відповідно до Закону України «Про електронні довірчі послуги» до складу електронних довірчих послуг входять:
- створення, перевірка та підтвердження удосконаленого електронного підпису чи печатки;
- формування, перевірка та підтвердження чинності сертифіката електронного підпису чи печатки;
- формування, перевірка та підтвердження чинності сертифіката автентифікації вебсайту;
- формування, перевірка та підтвердження електронної позначки часу;
- реєстрована електронна доставка;
- зберігання удосконалених електронних підписів, печаток, електронних позначок часу та сертифікатів, пов'язаних з цими послугами.

### Електронний документообіг
Ефективність функціонування сучасної держави значною мірою визначається швидкістю та якістю прийняття рішень. Це неможливо без наявності в державних структурах електронного документообігу. Локальний електронний документообіг (на рівні одного відомства) дозволяє державній структурі автоматизувати всі процеси роботи з документами, практично відмовитись від паперу, вдосконалити внутрішню дисципліну, прискорити процес прийняття управлінських рішень. Окрім того, Міністерство цифрової трансформації України працює над об'єднанням усіх відомств у єдину систему міжвідомчого документообігу. Вона гарантує доправляння електронних документів та надає можливість отримання юридично значущих повідомлень про доставку. Наразі майже 5500 документів щоденно передаються між органами влади в електронному вигляді.

### Електронна ідентифікація
Отримання сучасних електронних послуг не можливе без інструментів електронної ідентифікації. Міністерство цифрової трансформації України сприяє впровадженню, розповсюдженню та популяризації електронного підпису та технологій Mobile ID та BankID.
Уже розроблені вимоги до засобів електронної ідентифікації, рівнів довіри до засобів електронної ідентифікації для їх використання у сфері електронного урядування.

### Електронна демократія
Міністерство цифрової трансформації України спільно з міжнародними партнерами впроваджує та розвиває інструменти електронної демократії. Найбільш поширеними серед них, що застосовуються сьогодні в Україні як на загальнодержавному, так і на місцевому рівнях, є електронні консультації, електронні петиції, електронні звернення, бюджети участі (громадські бюджети). Також створені ресурси для оприлюднення наборів даних у формі відкритих даних.

### Національна програма інформатизації
Національна програма інформатизації — це, перш за все, механізм координації процесів планування та виконання проєктів інформатизації в системі органів державної влади.
В рамках цього механізму Міністерство цифрової трансформації України забезпечує організацію державної експертизи та погодження проєктів інформатизації органів державної влади. У 2016 році було здійснено оцінку 186 таких проєктів, в 2017 р. — 471, в 2018 р. — 1457.
Для підвищення дієвості Національної програми інформатизації 22 лютого 2019 р. було розроблено Проєкт Закону про внесення змін до Закону України «Про Національну програму інформатизації».

## Проєкти Мінцифри

### Портал державних послуг Дія

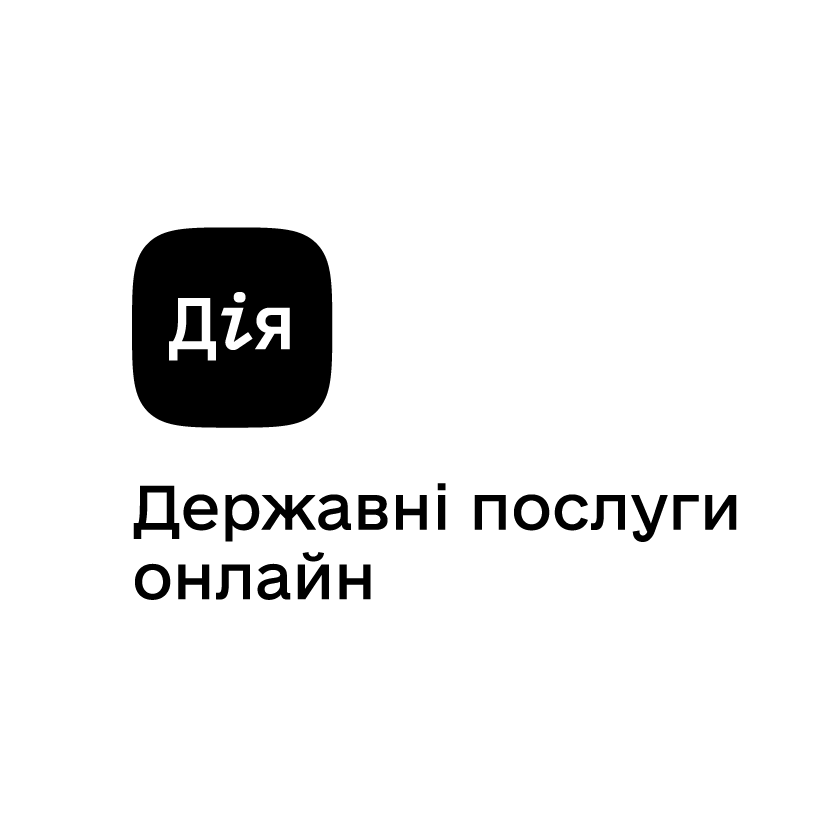
Логотип порталу «Дія»

Портал Дія — це Єдиний державний вебпортал електронних послуг. Держателем «Порталу Дія» є Мінцифра. Створення та впровадження порталу відбувається згідно із затвердженим Мінцифрою планом з урахуванням готовності програмних та технічних засобів вебпорталу.
На порталі можна буде отримати довідку онлайн, перевірити реєстри, відкрити власний бізнес. Мета — оцифрувати 100 % усіх публічних послуг, що надає держава.
Функції порталу врегульовані постановою КМУ про «Питання Єдиного державного вебпорталу електронних послуг та Єдиного державного порталу адміністративних послуг» та відповідним Положенням.
Єдиний вебпортал державних послуг «Дія» — це:
- можливість отримання публічних послуг, подання звернень, скарг, петицій громадян, здійснення електронного листування з органами влади, проведення опитувань тощо;
- впровадження мобільного застосунку «Дія»;
- користування особистим кабінетом та доступ до інформації з реєстрів;
- створення сучасного реєстру адміністративних послуг

Портал став доступним для українців з 6 квітня. Перші послуги на порталі пов'язані з ФОП (відкриття, внесення змін та закриття). Також доступні 27 послуг.

### Мобільний застосунок Дія
Дія — мобільний застосунок, який матиме весь функціонал diia.gov.ua й дозволить отримати будь-яку державну послугу, не встаючи з дивану. 6 лютого відбувся офіційний реліз мобільного застосунку. Застосунок вже доступний для завантаження в Google Play та App Store [Архівовано 14 березня 2022 у Wayback Machine.].
Першими стали доступні електронні водійські посвідчення та електронне свідоцтво про реєстрацію транспортного засобу, а згодом будуть додані інші  послуги та цифрові документи. З 7 квітня в Дії доступний цифровий студентський квиток.
У 2020 році Мінцифра планує оцифрувати паспорт громадянина України (ID-картку), Реєстраційний номер облікової картки платника податків (раніше —  ідентифікаційний код або ІПН), пенсійне посвідчення, страховку на авто тощо. З 6 квітня розпочалося тестування електронних ID-картки та закороднного біометричного паспорту.
Пізніше в мобільному застосунку Дія можна буде користуватися державними послугами так само, як і на порталі.

### Цифрові водійські посвідчення та техпаспорт
Вперше в Україні були оцифровані документи — посвідчення водія та свідоцтво про володіння транспортним засобом. Очікується, що цими документами будуть користуватися мільйони українців.
16 грудня Мінцифра запустила бета-тестування мобільного застосунку Дія. Першими нові можливості «Держави в смартфоні» випробували українські водії.
Юридична сила прав визначена Постановою Кабінету Міністрів України № 956 від 23 жовтня 2019 р. [Архівовано 2 березня 2020 у Wayback Machine.]
Електронні водійські посвідчення та електронне свідоцтво про реєстрацію транспортного засобу є цифровою версією документів, а не альтернативними документом.
Цифрове водійське посвідчення входить до переліку документів, які посвідчують особу, тож його можна використовувати в ситуаціях, де потрібен пластиковий оригінал.

### Цифрова освіта
У програмі зазначена амбітна мета — навчити мінімум 6 мільйонів українців цифрової грамотності за 3 роки. Причому 70 % має бути віком від 30 до 60+ років.
Проєкт Дія. Цифрова освіта [Архівовано 18 березня 2022 у Wayback Machine.] (osvita.diia.gov.ua) всього за день став найочікуванішим релізом зимового сезону 2020 року. Це національна онлайн-платформа з освітнімі курсами у форматі серіалів.
Кожен українець отримає можливість і вільний доступ до знань з цифрової грамотності. Національна онлайн платформа надасть змогу безкоштовно пройти курси п'яти різних категорій:
- базові курси (системні базові курси, базові курси з конкретного інструментарію);
- базові та просунуті курси з цифрової грамотності для людей різних спеціалізацій (лікарів, вчителів, державних службовців);
- курси для підприємців і для світчерів (людей, що шукають нові професії на перетині з IT);
- курси нових цифрових професій;
- лайфстайл-курси.

Зараз на платформі доступні 27 серіалів: базові цифрові навички, цифрова грамотність для вчителів, серіал для батьків «Безпека дітей в інтернеті», «Смартфон для батьків», «Карантин: онлайн-сервіси для вчителів», «Урбаністика» та «Діджитал-фізкультура для школярів за участі зірок спорт» та ін.
Окрім цього, міністерство налагоджує співпрацю зі ЦНАПами, бібліотеками, приватним сектором, школами та університетами. Планується створення власної мережі офлайн-хабів, щоб охопити програмою якомога більше людей.
У листопаді 2021 Міністерство цифрової трансформації України та громадське об'єднання «Розвиток ІТ освіти» підписали спільний меморандум про партнерство та домовились про взаємодію у напрямку розвитку ІТ-освіти в країні. Також у грудні стало відомо, що для студентів державних закладів вищої освіти в 2022 році мають запровадити нову освітню програму з ІТ-підприємництва «Створення й розвиток ІТ-продуктів». Участь у пілотному проєкті візьмуть понад 50 українських університетів. Це частина масштабної освітньої ініціативи, яку розробила громадська організація Product IT Foundation for Education.

### Дія. Бізнес
Це портал допомоги середньому та малому бізнесу. Цей сайт для майбутніх та досвідчених підприємців — 1 stop shop з відповідями на усі питання. Зараз платформа працює у тестовому режимі.

### BroadBand
Проєкт BroadBand [Архівовано 22 грудня 2019 у Wayback Machine.] створений, щоб забезпечити 100 % покриття населених пунктів та їхніх соціальних об'єктів високошвидкісним інтернетом та покрити 95 % транспортної інфраструктури мобільним інтернетом.
На сайті https://broadband.gov.ua/ кожен може розповісти, чи є у нього інтернет та з якою швидкістю він працює. Швидкість з‘єднання визначається автоматично, достатньо лише зайти на сайт та пройти спідтест зі свого комп'ютера чи смартфону. Це можна зробити як анонімно, так і залишивши свої дані.
Сайт є прототипом майбутньої мапи інтернету України.
Мінцифра виявить, чи відповідає швидкість у наявних мережах зазначеним даним та наскільки соціальні об'єкти у регіонах мають доступ до інтернету.
Мапа покриття допоможе Міністерству цифрової трансформації зосередити зусилля та під'єднати кожну домівку до всемережжя. Для цього використовуються усі дані офіційної статистики, інформація регулятора, профільних асоціацій, технічні дані.

### е-Резидентство
е-Резидентство — статус, який буде надано нерезидентам і який дасть їм можливість реєстрації й ведення бізнесу в Україні онлайн без кордонів і без потреби виїжджати з країни проживання. Впровадивши його, Україна зможе залучати інвестиції й міжнародних підприємців до роботи й сплати податків у країні. Першою країною світу, яка дозволила іноземним підприємцям вести у себе бізнес без особистого відвідування країни, стала Естонія.
Статус е-Резидента відкриває іноземцям доступ до інформаційно-консультаційних сервісів, спрощує процедури отримання адміністративних послуг і укладання цивільно-правових угод, а також надає можливість дистанційно вести бізнес в Україні.
Україна пропонуватиме:
- Привабливі податки та уникнення подвійного оподаткування
- Відсутність бюрократичної тяганини
- Просту й зручну платформу для провадження бізнесу з доступом до усіх необхідних послуг та можливістю здійснення правочинів онлайн із застосуванням безпечного ключа електронного підпису, сертифікованого в Україні
- Персональну консультаційну підтримку
- Англомовний сервіс підтримки

Е-резидентство дозволить Україні наповнювати державний бюджет за рахунок оподаткування е-резидентів і оплати послуги щодо надання статусу е-резидентства та покращить національний імідж на міжнародному ринку IT.

### єМалятко
Проєкт «єМалятко» було вперше анонсовано Міністерством юстиції України у лютому 2019 року, а запущено Мінцифрою вже у січні 2020 року. Він передбачає, що батьки новонародженої дитини можуть отримати до 9-ти державних послуг пов'язаних із народженням дитини за однією заявою. З жовтня 2020 року таку заяву можна подати онлайн через портал «Дія».
Цікаво, що єМалятко — унікальний проєкт не лише в Україні, а й у світі. Наприклад, у Сербії і Канаді подібним проєктом надаються 5 послуг, в Новій Зеландії лише 3, а в Україні — 10.[джерело?]

### Кібервійна
Команда Міністерства цифрової трансформації допомагає уряду та українцям оборонятися від кібератак і хакерів під час війни.
- Цифрова блокада Російської Федерації. З початку повномасштабної війни Міністерство цифрової трансформації звертається до технологічних компаній із закликом припинити роботу в Росії. Загалом звернулися до понад 600 компаній, близько 150 відгукнулися на прохання, а 78 повністю залишили російський ринок.
- ІТ-армія — понад 250 тис. добровольців з усього світу об'єдналися для боротьби з ворогом, і показують, що єдиним можливим майбутнім для Росії буде: максимально повільне і без будь-яких сучасних цифрових інструментів. З початку повномасштабного вторгнення ІТ-армія атакувала понад 7000 онлайн-ресурсів і ця кількість зростає щодня. Серед них RuTube, Пошта Росії, Сбербанк, Держзакупівлі тощо.[19]
- єВорог — чат-бот, де українці можуть повідомляти про пересування окупантів, їхні військові злочини та колаборантів. Також українці можуть повідомляти інформацію про вибухонебезпечні та підозрілі предмети, зокрема міни. Це допоможе у розмінуванні нашої країни. Наразі чат-ботом вже скористалися понад 350 тис. осіб. Завдяки інформації, отриманій в рамках єВорог, Збройні Сили змогли провести низку успішних операцій. Нині чат-бот отримав інформацію про понад 30 військових злочинів.[20]
- Ідентифікація за фотографіями зі штучним інтелектом: Міністерство цифрової трансформації за допомогою алгоритмів штучного інтелекту ідентифікувало чимало російських солдатів, які мародерствували. Алгоритми також ідентифікували понад 300 фотографій вбитих окупантів. А за допомогою соціальної інженерії знайшли багатьох людей, які були пов'язані з цією війною, щоб повідомити їм про смерть близької людини та попросити відмовитися йти воювати.[21]

### Мапа провайдерів під час блекаутів
26 жовтня 2023 року Міністерство цифрової трансформації України і ЛУН. Місто підписали меморандум про спільну роботу над мапою інтернету під час тривалих знеструмлень. Карта міститиме дані про провайдерів, які забезпечують інтернет під час знеструмлень до 72 годин.
На мапі українці зможуть знайти найближчого інтернет-провайдера, який перейшов на енергоощадні мережі за технологією xPON. Одразу ж отримати контактні дані та за потреби подати заявку на підключення.
Мапу регулярно оновлюватимуть і доповнюватимуть інформацією про компанії, які використовують технологією xPON.

## Підвідомчі органи

### Державне підприємство «Державний центр інформаційних ресурсів України»
Державне підприємство «Державний центр інформаційних ресурсів України» (ДП ДЦІРУ) — колишнє державне унітарне підприємство, що діяло як державне комерційне підприємство, засноване на державній власності.
Підприємство створено наказом Державного комітету зв'язку та інформатизації України від 20 квітня 2000 року № 58 з метою задоволення потреб держави і суспільства в розвитку і впровадженні новітніх інформаційних технологій в Україні.
З 2004 року підприємство знаходилось у сфері управління Мінтрансзв′язку. З листопада 2008 року передано до складу Державного комітету інформатизації України. У 2011 році Державний комітет інформатизації України перейменовано в Державне агентство з питань науки, інновацій та інформатизації України, а в 2014 році Державне агентство з питань науки, інновацій та інформатизації України перейменовано в Державне агентство з питань електронного урядування України. Постановою Кабінету Міністрів України від 2 вересня 2019 року № 829 Державне агентство з питань електронного урядування України було реорганізовано і створено Міністерство цифрової трансформації України.
Основні напрями діяльності ДП ДЦІРУ:
- формування системи національних інформаційних ресурсів, створення загальнодержавних та відомчих мереж інформаційного забезпечення, розроблення і впровадження нових загальнодержавних, галузевих та інших автоматизованих інформаційних та інформаційно-аналітичних систем підтримки діяльності органів державної влади та органів місцевого самоврядування;
- підтримка й адміністрування загальнодержавних баз даних та інших інформаційних систем;
- розробка та супроводження проєктів у сферах розбудови інформаційного суспільства, впровадження та дослідження технологій електронного урядування та електронної демократії;
- координація регіональних проєктів з електронного урядування;
- формування пропозицій щодо типових рішень систем документообігу в органах державної влади на центральному та регіональному рівнях;
- реалізація загальнодержавних проєктів та окремих завдань (проєктів) Національної програми інформатизації, здійснення взаємопов'язаних проєктів, спрямованих на розвиток інформаційних ресурсів соціально-економічного значення, застосування інформаційних технологій на всіх рівнях управлінської діяльності.

Постановою Кабінету Міністрів України від 18 листопада 2022 № 1291 внесено зміни до низки постанов КМУ у зв'язку з припиненням державного підприємства «Державний центр інформаційних ресурсів України».
Зазначені зміни стосуються адміністрування інформаційно-комунікаційних систем та передбачають покладення функцій адміністратора відповідних систем на державне підприємство «ДІЯ».

### Державне підприємство «Дія»
Мінцифра є засновником державного підприємства «ДІЯ».
ДП «ДІЯ» — державна ІТ-компанія України, метою якої є цифровізація органів влади, залучення інвестицій та сприяння розвитку ІТ-галузі в Україні.[джерело?]
ДП «ДІЯ» зареєстровано 9 грудня 2019.
11 січня 2020 року ДП «ДІЯ» набуло прав адміністратора центрального засвідчувального органу (ЦЗО) після того, як Міністерство юстиції України 11 січня 2020 року зареєструвало Регламент роботи центрального засвідчувального органу (ЦЗО). Відтепер ДП «ДІЯ» наділена повноваженнями укладати договори з надавачами довірчих послуг про обслуговування їх попередніх та нових сертифікатів. Нові сертифікати для надавачів будуть формуватися з використанням нових ключів ЦЗО, які будуть згенеровані найближчим часом.
Державне підприємство стане платформою для досягнення амбітної мети — підвищення частки ІТ у ВВП України до 10 % до 2024 року.[джерело?]

## Нормативно-правова база
2 вересня 2019 року Кабінет Міністрів України затвердив Положення про Міністерство цифрової трансформації України. Прийняття акта створило правові передумови для його функціонування, визначило засади, цілі та принципи діяльності. Документом визначено, що Мінцифри забезпечує:
- формування та реалізацію державної політики у сфері цифровізації, цифрової економіки, цифрових інновацій, електронного урядування та електронної демократії, розвитку інформаційного суспільства;

- формування та реалізацію державної політики у сфері розвитку цифрових навичок та цифрових прав громадян;

- формування та реалізацію державної політики у сфері відкритих даних, розвитку національних електронних інформаційних ресурсів та інтероперабельності, розвитку інфраструктури широкосмугового доступу до Інтернету та телекомунікацій, електронної комерції та бізнесу;

- формування та реалізацію державної політики у сфері надання електронних та адміністративних послуг;

- формування та реалізацію державної політики у сфері електронних довірчих послуг;

- формування та реалізацію державної політики у сфері розвитку ІТ-індустрії;

- виконання функцій центрального засвідчувального органу шляхом створення умов для функціонування суб'єктів правових відносин у сфері електронних довірчих послуг

## Керівництво
- Міністр цифрової трансформації України — Михайло Федоров
- Державний секретар міністерства — Дмитро Маковський[27]
- Перший заступник міністра — Олексій Вискуб[28]
- Заступники міністра — Олександр Борняков (з питань розвитку IT)[29], Людмила Рабчинська (з розвитку публічних послуг)[30], Олександр Шелест (з розвитку цифрової інфраструктури)[31]
- Заступник міністра з питань європейської інтеграції — Валерія Іонан[32]